# Fissurella fascicularis
Fissurella fascicularis är en snäckart som beskrevs av Jean-Baptiste Lamarck 1822. Fissurella fascicularis ingår i släktet Fissurella och familjen nyckelhålssnäckor. Inga underarter finns listade i Catalogue of Life.